# Knoxville (Arkansas)
Knoxville is een plaats (city) in de Amerikaanse staat Arkansas, en valt bestuurlijk gezien onder Johnson County.

## Demografie
Bij de volkstelling in 2000 werd het aantal inwoners vastgesteld op 511.
In 2006 is het aantal inwoners door het United States Census Bureau geschat op 632, een stijging van 121 (23,7%).

## Geografie
Volgens het United States Census Bureau beslaat de plaats een oppervlakte van
5,7 km², geheel bestaande uit land. Knoxville ligt op ongeveer 120 m boven zeeniveau.

## Plaatsen in de nabije omgeving
De onderstaande figuur toont nabijgelegen plaatsen in een straal van 24 km rond Knoxville.